# Årnäs, Varbergs kommun
Årnäs är en tätort på Årnäshalvön i Ås socken i Varbergs kommun, Hallands län. 

## Befolkningsutveckling
| Befolkningsutvecklingen i Årnäs 1990–2020                                                                               | Befolkningsutvecklingen i Årnäs 1990–2020 | Befolkningsutvecklingen i Årnäs 1990–2020 | Befolkningsutvecklingen i Årnäs 1990–2020 | Befolkningsutvecklingen i Årnäs 1990–2020 |
| --- | ----------------------------------------- | ----------------------------------------- | ----------------------------------------- | ----------------------------------------- |
| |                                           |                                           |                                           |                                           |
| År |                                           |                                           | Folkmängd                                 | Areal (ha)                                |
| 1990 | 1990                                      |                                           | 64                                        | #                                         |
| 1995 | 1995                                      |                                           | 81                                        | #                                         |
| 2000 | 2000                                      |                                           | 96                                        | #                                         |
| 2005 | 2005                                      |                                           | 102                                       | #                                         |
| 2010 | 2010                                      |                                           | 113                                       | 20#                                       |
| 2015 | 2015                                      |                                           | 679                                       | 345                                       |
| 2020 | 2020                                      |                                           | 730                                       | 353                                       |
| Anm.: Ny tätort 2015, var tidigare en småort som då växte samman med småorterna Årnäshalvön och Bystaden. # Som småort. |                                           |                                           |                                           |                                           |